# Lista monumentelor istorice din județul Brașov - S

Simbol pentru monumentele istorice

Lista monumentelor istorice din județul Brașov - S cuprinde monumentele istorice înscrise în Patrimoniul cultural național al României și aflate în localități ce încep cu litera S din județul Brașov.
Lista completă este menținută și actualizată periodic de către Ministerul Culturii, Cultelor și Patrimoniului Național din România, prin intermediul Institutului Național al Patrimoniului, ultima versiune datând din 2015. Această listă cuprinde și actualizările ulterioare, realizate prin ordin al ministrului culturii.
| Cod LMI                               | Denumire | Localitate                                | Localizare | Datare, Creatori                                     | Imagine               | Erori             |
| ------------------------------------- | --- | ----------------------------------------- | --- | ---------------------------------------------------- | --------------------- | ----------------- |
| BV-II-a-A-11777                       | Ansamblul „Mocănime”                                                                                                 | municipiul Săcele                         | Bd. General Moroianu, de la intersecția cu str. Unirii până la intersecția cu str. Cetinii și str. Dragalina Ioan General | sec. XIX - XX                                        | Încarcă foto \| video | Raportează eroare |
| BV-II-a-B-11778 (RAN: 40447.13)       | Ansamblul „Str. Prof. Victor Jinga”                                                                                  | municipiul Săcele                         | Str. Jinga Victor Prof., ambele laturi ale străzii                                                                        | sec. XVIII - XX                                      | Încarcă foto \| video | Raportează eroare |
| BV-II-a-B-11779 (RAN: 40447.14)       | Ansamblul „Str. Bisericii Române”                                                                                    | municipiul Săcele                         | Str. Bisericii Române, ambele laturi ale străzii                                                                          | sec. XVIII - XX                                      | Încarcă foto \| video | Raportează eroare |
| BV-II-a-A-11780 (RAN: 40447.07)       | Ansamblul bisericii „Sf. Nicolae”-Cernatu                                                                            | municipiul Săcele                         | Str. Bisericii Române | sec. XVIII                                           | Încarcă foto \| video | Raportează eroare |
| BV-II-m-A-11780.01 (RAN: 40447.07.01) | Biserica „Sf. Nicolae”-Cernatu                                                                                       | municipiul Săcele                         | Str. Bisericii Române | 1781 - 1783                                          | Încarcă foto \| video | Raportează eroare |
| BV-II-m-A-11780.02 (RAN: 40447.07.02) | Zid de incintă cu turn-clopotniță                                                                                    | municipiul Săcele                         | Str. Bisericii Române | sec. XVIII                                           | Încarcă foto \| video | Raportează eroare |
| BV-II-m-B-11781                       | Casă | municipiul Săcele                         | Bd. Brașovului 76 | 1848                                                 | Încarcă foto \| video | Raportează eroare |
| BV-II-m-B-11782                       | Casă | municipiul Săcele                         | Str. Coșbuc George 8 | sec. XIX                                             | Încarcă foto \| video | Raportează eroare |
| BV-II-m-B-11783 (RAN: 40447.11)       | Biserica „Sf. Nicolae”-Baciu" cu poartă și zid de incintă                                                            | municipiul Săcele                         | Str. Cuza Alexandru Ioan 56                                                                                               | 1808 - 1809 (biserica), 1823 (poarta)                | Încarcă foto \| video | Raportează eroare |
| BV-II-m-B-11784                       | Poartă de lemn | municipiul Săcele                         | Str. Dragalina Ioan General 27                                                                                            | 1815                                                 | Încarcă foto \| video | Raportează eroare |
| BV-II-a-B-11786                       | Ansamblul „Str. Dragalina”                                                                                           | municipiul Săcele                         | Str. Dragalina Ioan General 52-66                                                                                         | sec. XIX                                             | Încarcă foto \| video | Raportează eroare |
| BV-II-m-B-20278                       | Casă | municipiul Săcele                         | Str. Dragalina Ioan General 66                                                                                            | sec. XIX                                             | Încarcă foto \| video | Raportează eroare |
| BV-II-m-B-11788                       | Casă | municipiul Săcele                         | Str. Horea 1 | 1900                                                 | Încarcă foto \| video | Raportează eroare |
| BV-II-m-B-11790                       | Casă | municipiul Săcele                         | Str. Horea 18 | 1856                                                 | Încarcă foto \| video | Raportează eroare |
| BV-II-m-A-11791                       | Casa Poenaru | municipiul Săcele                         | Str. Horea 34 | 1818,1830                                            | Încarcă foto \| video | Raportează eroare |
| BV-II-a-B-11792                       | Ansamblul bisericii „Sf. Arhangheli”-Satulung                                                                        | municipiul Săcele                         | Str. Jinga Victor, prof.                                                                                                  | sec. XVIII - XIX                                     | Alte imagini          | Raportează eroare |
| BV-II-m-B-11792.01 (RAN: 40447.10)    | Biserica „Sf. Arhangheli”-Satulung                                                                                   | municipiul Săcele                         | Str. Jinga Victor, prof.                                                                                                  | 1794 - 1799                                          |                       | Raportează eroare |
| BV-II-m-B-11792.02                    | Școala veche | municipiul Săcele                         | Str. Jinga Victor, prof.                                                                                                  | sf. sec. XVIII-sec. XIX                              | Alte imagini          | Raportează eroare |
| BV-II-m-B-11792.03                    | Zid de incintă | municipiul Săcele                         | Str. Jinga Victor, prof.                                                                                                  | sec. XIX                                             |                       | Raportează eroare |
| BV-II-m-B-11794                       | Casă și poartă de lemn                                                                                               | municipiul Săcele                         | Str. Jinga Victor, prof. 4                                                                                                | 1882                                                 | Încarcă foto \| video | Raportează eroare |
| BV-II-m-B-11795                       | Casă | municipiul Săcele                         | Str. Jinga Victor, prof. 14                                                                                               | 1846                                                 | Încarcă foto \| video | Raportează eroare |
| BV-II-a-B-11796                       | Ansamblul bisericii „Sf. Adormire a Maicii Domnului”                                                                 | municipiul Săcele                         | Str. Minea Ilie 227-232                                                                                                   | sec. XVIII - XIX                                     | Alte imagini          | Raportează eroare |
| BV-II-m-A-11796.01                    | Biserica „Sf. Adormire a Maicii Domnului” - Turcheș                                                                  | municipiul Săcele                         | Str. Minea Ilie 227-232                                                                                                   | 1781 - 1783                                          |                       | Raportează eroare |
| BV-II-m-B-11796.02                    | Școală veche | municipiul Săcele                         | Str. Minea Ilie 227-232                                                                                                   | 1822 - 1837                                          | Încarcă foto \| video | Raportează eroare |
| BV-II-m-B-11796.04                    | Zid de incintă cu turn de poartă                                                                                     | municipiul Săcele                         | Str. Minea Ilie 227-232                                                                                                   | 1822 - 1837                                          | Încarcă foto \| video | Raportează eroare |
| BV-II-m-B-11797                       | Casă și poartă | municipiul Săcele                         | Str. Mocanilor 66 | 1864                                                 | Încarcă foto \| video | Raportează eroare |
| BV-II-m-B-11798                       | Casă | municipiul Săcele                         | Str. Mocanilor 73 | 1810                                                 | Încarcă foto \| video | Raportează eroare |
| BV-II-m-B-20280                       | Casă | municipiul Săcele                         | Str. Mocanilor 75 | 1830                                                 | Încarcă foto \| video | Raportează eroare |
| BV-II-m-B-11799                       | Casă | municipiul Săcele                         | Str. Mocanilor 81 | 1843                                                 | Încarcă foto \| video | Raportează eroare |
| BV-II-m-B-11800                       | Casă | municipiul Săcele                         | Str. Mocanilor 85 | 1856                                                 | Încarcă foto \| video | Raportează eroare |
| BV-II-a-B-11806                       | Ansamblul bisericii „Adormirea Maicii Domnului”-Satulung                                                             | municipiul Săcele                         | Bd. Moroianu, general | sec. XIX - XX                                        | Încarcă foto \| video | Raportează eroare |
| BV-II-m-B-11806.01                    | Biserica „Adormirea Maicii Domnului”-Satulung                                                                        | municipiul Săcele                         | Bd. Moroianu, general | 1812 - 1819                                          | Încarcă foto \| video | Raportează eroare |
| BV-II-m-B-11806.03                    | Zid de incintă | municipiul Săcele                         | Bd. Moroianu, general | sec. XIX                                             | Încarcă foto \| video | Raportează eroare |
| BV-II-m-B-11801                       | Casă | municipiul Săcele                         | Bd. Moroianu, general 303                                                                                                 | 1844                                                 |                       | Raportează eroare |
| BV-II-m-B-11802                       | Casă | municipiul Săcele                         | Bd. Moroianu, general 304                                                                                                 | 1876                                                 |                       | Raportează eroare |
| BV-II-m-B-20281                       | Casă | municipiul Săcele                         | Bd. Moroianu, general 318                                                                                                 | 1838                                                 | Încarcă foto \| video | Raportează eroare |
| BV-II-m-B-20283                       | Poartă de lemn | municipiul Săcele                         | Bd. Moroianu, general 374                                                                                                 | 1806                                                 | Încarcă foto \| video | Raportează eroare |
| BV-II-m-B-20284                       | Poartă de lemn | municipiul Săcele                         | Bd. Moroianu, general 376                                                                                                 | sec. XIX                                             | Încarcă foto \| video | Raportează eroare |
| BV-II-m-B-11803                       | Casă | municipiul Săcele                         | Bd. Moroianu, general 379                                                                                                 | sec. XIX                                             | Încarcă foto \| video | Raportează eroare |
| BV-II-m-B-11804                       | Casă | municipiul Săcele                         | Bd. Moroianu, general 382                                                                                                 | 1895                                                 | Încarcă foto \| video | Raportează eroare |
| BV-II-m-B-20907                       | Casa Belloiu | municipiul Săcele                         | Str. Narciselor 31 | 1838,1893                                            | Încarcă foto \| video | Raportează eroare |
| BV-II-m-B-20285                       | Casă | municipiul Săcele                         | Str. Plevnei 1 | sec. XIX                                             | Încarcă foto \| video | Raportează eroare |
| BV-II-m-B-11807                       | Casă | municipiul Săcele                         | Str. Unirii 5 | 1860-1880                                            |                       | Raportează eroare |
| BV-II-m-B-11808                       | Casă și poartă | municipiul Săcele                         | Str. Unirii 26 | 1907                                                 | Încarcă foto \| video | Raportează eroare |
| BV-II-m-B-20286                       | Poartă de lemn | municipiul Săcele                         | Str. Unirii 48 | 1929                                                 | Încarcă foto \| video | Raportează eroare |
| BV-II-m-B-11775                       | Biserica de lemn „Sf. Dumitru”                                                                                       | sat Satu Nou; comuna Hălchiu              | Str. Crizbavului 111 45.7769°N 25.51035°E                                                                                 | 1889                                                 |                       | Raportează eroare |
| BV-II-a-B-11776 (RAN: 41079.04)       | Ansamblul bisericii evanghelice                                                                                      | sat Satu Nou; comuna Hălchiu              | Str. Principală 200 | sec. XIV - XVIII                                     | Alte imagini          | Raportează eroare |
| BV-II-m-B-11776.01 (RAN: 41079.04.01) | Biserica evanghelică                                                                                                 | sat Satu Nou; comuna Hălchiu              | Str. Principală 200 | sec. XIV - XVIII                                     |                       | Raportează eroare |
| BV-II-m-B-11776.02 (RAN: 41079.04.02) | Zid de incintă | sat Satu Nou; comuna Hălchiu              | Str. Principală 200 | sec. XVIII                                           |                       | Raportează eroare |
| BV-II-m-B-11809 (RAN: 41792.01)       | Biserica „Sf. Nicolae”                                                                                               | sat Săsciori; comuna Recea                | 59 | sec. XVII                                            |                       | Raportează eroare |
| BV-II-a-A-11810 (RAN: 42352.02)       | Ansamblul castelului Brukenthal, azi Direcția Silvică Brașov - Herghelia Sâmbăta                                     | sat Sâmbăta de Jos; comuna Voila          | 45 45.80886°N 24.81523°E                                                                                                  | sec. XVIII - XIX                                     | Încarcă foto \| video | Raportează eroare |
| BV-II-m-A-11810.01 (RAN: 42352.02.01) | Castelul Brukenthal                                                                                                  | sat Sâmbăta de Jos; comuna Voila          | 45 | 1750                                                 | Încarcă foto \| video | Raportează eroare |
| BV-II-m-A-11810.02 (RAN: 42352.02.03) | Anexe | sat Sâmbăta de Jos; comuna Voila          | 45 | sec. XVIII - XIX                                     | Încarcă foto \| video | Raportează eroare |
| BV-II-m-A-11810.03 (RAN: 42352.02.02) | Parc | sat Sâmbăta de Jos; comuna Voila          | 45 | sec. XVIII - XIX                                     | Încarcă foto \| video | Raportează eroare |
| BV-II-m-A-11810.04 (RAN: 42352.02.04) | Poartă | sat Sâmbăta de Jos; comuna Voila          | 45 | sec. XVIII                                           | Încarcă foto \| video | Raportează eroare |
| BV-II-m-A-11811                       | Biserica „Adormirea Maicii Domnului”                                                                                 | sat Sâmbăta de Jos; comuna Voila          | 76 | 1802                                                 | Încarcă foto \| video | Raportează eroare |
| BV-II-a-A-11812 (RAN: 42361.04)       | Mănăstirea Brâncoveanu                                                                                               | sat Sâmbăta de Sus; comuna Sâmbăta de Sus | 10 45.71253°N 24.82892°E                                                                                                  | sec. XVIII - XX Pop Ionașcu Zugravul (1766) (pictor) |                       | Raportează eroare |
| BV-II-m-A-11812.01 (RAN: 42361.04.01) | Biserica „Adormirea Maicii Domnului” a mănăstirii Brâncoveanu                                                        | sat Sâmbăta de Sus; comuna Sâmbăta de Sus | 10 45.69029°N 24.79476°E                                                                                                  | 1701,1928 - 1940                                     |                       | Raportează eroare |
| BV-II-m-A-11812.02 (RAN: 42361.04.02) | Anexe | sat Sâmbăta de Sus; comuna Sâmbăta de Sus | 10 | sec. XVIII - XX                                      |                       | Raportează eroare |
| BV-II-m-A-11812.03 (RAN: 42361.04.03) | Parc | sat Sâmbăta de Sus; comuna Sâmbăta de Sus | 10 | sec. XVIII - XIX                                     |                       | Raportează eroare |
| BV-II-m-A-11813 (RAN: 42361.03)       | Biserica „Adormirea Maicii Domnului” - Răsăriteană                                                                   | sat Sâmbăta de Sus; comuna Sâmbăta de Sus | 26 | 1786                                                 | Încarcă foto \| video | Raportează eroare |
| BV-II-m-A-11814 (RAN: 42361.02)       | Biserica „Sf. Teodor Tiron” - Apuseană                                                                               | sat Sâmbăta de Sus; comuna Sâmbăta de Sus | 483 | 1657                                                 | Încarcă foto \| video | Raportează eroare |
| BV-II-a-A-11815                       | Ansamblul castelului Brâncoveanu                                                                                     | sat Sâmbăta de Sus; comuna Sâmbăta de Sus | 615 45.7651°N 24.81803°E                                                                                                  | sec. XVIII - XIX                                     |                       | Raportează eroare |
| BV-II-m-A-11815.01 (RAN: 42361.01.01) | Castelul Brâncoveanu                                                                                                 | sat Sâmbăta de Sus; comuna Sâmbăta de Sus | 615 | sec. XVIII - XIX                                     |                       | Raportează eroare |
| BV-II-m-A-11815.02                    | Poartă de piatră | sat Sâmbăta de Sus; comuna Sâmbăta de Sus | 615 | sec. XVIII - XIX                                     |                       | Raportează eroare |
| BV-II-m-A-11816 (RAN: 41934.02)       | Biserica „Sf. Nicolae”                                                                                               | sat Sânpetru; comuna Sânpetru             | Str. Bisericii Române 556 45.71603°N 25.62753°E                                                                           | 1781                                                 | Alte imagini          | Raportează eroare |
| BV-II-a-A-11817 (RAN: 41934.03)       | Ansamblul bisericii evanghelice fortificate                                                                          | sat Sânpetru; comuna Sânpetru             | Str. Republicii 641 | sec. XIII-XIX                                        | Alte imagini          | Raportează eroare |
| BV-II-m-A-11817.01 (RAN: 41934.03.02) | Biserica evanghelică                                                                                                 | sat Sânpetru; comuna Sânpetru             | Str. Republicii 641 45.71164°N 25.63162°E                                                                                 | 1795 - 1797,1817 - 1820                              |                       | Raportează eroare |
| BV-II-m-A-11817.02 (RAN: 41934.03.03) | Capela Corpus Christi                                                                                                | sat Sânpetru; comuna Sânpetru             | Str. Republicii 641 | sec. XIII - XV                                       | Încarcă foto \| video | Raportează eroare |
| BV-II-m-A-11817.03 (RAN: 41934.03.01) | Incintă fortificată interioară, cu turnuri, fosta locuință fortificată de pe latura sudică, încăperi pentru provizii | sat Sânpetru; comuna Sânpetru             | Str. Republicii 641 | sec. XV - XVII                                       |                       | Raportează eroare |
| BV-II-m-A-11817.04 (RAN: 41934.03.04) | Incintă fortificată exterioară, cu turnuri, zwinger                                                                  | sat Sânpetru; comuna Sânpetru             | Str. Republicii 641 | sec. XV - XVII                                       |                       | Raportează eroare |
| BV-II-a-A-11818 (RAN: 41998.02)       | Ansamblul bisericii evanghelice fortificate                                                                          | sat Seliștat; comuna Șoarș                | 74 45.98639°N 24.86306°E                                                                                                  | sec. XIV - XIX                                       | Alte imagini          | Raportează eroare |
| BV-II-m-A-11818.01 (RAN: 41998.02.02) | Biserica evanghelică fortificată                                                                                     | sat Seliștat; comuna Șoarș                | 74 | sec. XIV - XV,1848                                   |                       | Raportează eroare |
| BV-II-m-A-11818.02 (RAN: 41998.02.01) | Incintă fortificată (fragmente) și încăperi pentru provizii                                                          | sat Seliștat; comuna Șoarș                | 74 | sec. XV - XVI                                        |                       | Raportează eroare |
| BV-II-m-B-11819 (RAN: 40660.01)       | Biserica veche „Cuvioasa Paraschiva”                                                                                 | sat Sohodol; comuna Bran                  | 49 | sec. XVIII                                           | Încarcă foto \| video | Raportează eroare |
| BV-IV-m-B-11921                       | Troiță | municipiul Săcele                         | Bd. Moroianu General, la intersecția cu str. Tărlungeni                                                                   | sec. XVIII                                           | Încarcă foto \| video | Raportează eroare |
| BV-IV-m-B-11922                       | Troița cu crucea de piatră pictată                                                                                   | municipiul Săcele                         | Str. Jinga Victor Prof., colț cu str. Coșbuc George                                                                       | sec. XIX                                             | Încarcă foto \| video | Raportează eroare |
| BV-IV-m-B-11923                       | Casa Magheru Darie                                                                                                   | municipiul Săcele                         | Str. Magheru Darie 39 | sec. XIX                                             | Încarcă foto \| video | Raportează eroare |
| BV-IV-m-B-11796.03                    | Cruce de piatră | municipiul Săcele                         | Str. Minea Ilie 227-232, În curtea bisericii „Sf. Adormire a Maicii Domnului”                                             | 1900                                                 | Încarcă foto \| video | Raportează eroare |
| BV-IV-m-B-11806.02                    | Troiță de lemn | municipiul Săcele                         | Bd. Moroianu, general, în curtea bisericii „Adormirea Maicii Domnului”-Satulung                                           | 1918                                                 | Încarcă foto \| video | Raportează eroare |
| BV-IV-m-B-11924                       | Casa Zaharia Bârsan                                                                                                  | sat Sânpetru; comuna Sânpetru             | Str. Republicii 614 45.71627°N 25.62883°E                                                                                 | sec. XX                                              | Încarcă foto \| video | Raportează eroare |